# Публий Корнелий Сципион (трибун)
Публий Корнелий Сципион (лат. Publius Cornelius Scipio) — римский политический деятель начала IV века до н. э.
Публий Корнелий стал первым из своего рода носить когномен Scipio — «Сципион».
В 396 до н. э. Публий Корнелий Сципион был назначен начальником конницы (лат. magister equitum) при диктаторе Марке Фурии Камилле во время борьбы с вейями.
В 395 до н. э. и 394 до н. э. имел должность консулярного трибуна.
В 391 до н. э. и 389 до н. э. был интеррексом.